# Huy Fong Foods
Huy Fong Foods (âm Hán Việt: Công ty Thực phẩm Hối Phong) là một công ty sản xuất tương ớt của người Việt kiều. Thành lập vào năm 1980 ở Phố Tàu Los Angeles, California Huy Fong là một trong những hãng sản xuất tương ớt châu Á lớn nhất.

## Lịch sử và sản phẩm
Hãng Huy Fong Foods lúc ban đầu sản xuất tương ớt sa tế (Pepper Saté Sauce) theo dạng thủ công. Người sáng lập là David Tran, vốn xưa làm ruộng ở Việt Nam chuyên trồng ớt và sản xuất tương ớt bán ở chợ. Gia đình họ Trần vượt biên năm 1978 trên chiếc tàu Huey Fong sang đến Hong Kong nên sau khi sang đến Mỹ, ông đã chọn danh hiệu của con tàu cũ cho công ty của mình. Hãng có Nhãn hiệu gà trống vì chủ nhân sinh năm con gà (Ất Dậu 1945) theo can chi.
Hãng Huy Fong sau sản xuất thêm bốn loại tương ớt khác nhau: 
1. Tương Ớt Tỏi Việt-Nam (Chili Garlic Sauce),
2. Sambal Oelek (tương ớt băm tươi),
3. Sambal Badjak (tương ớt hành tây), và
4. Tương ớt Sriracha (tương con gà).

Sriracha là sản phẩm nổi tiếng nhất của Huy Fong Foods. Chai tương dễ nhận diện với màu đỏ tươi của tương ớt, trên là vòi nắp màu xanh lục. Nhìn tổng thể thì lọ tương ớt giống nhưng trái ớt đỏ với cuống xanh. Ngoài nhãn hiệu con gà ở giữa, chai ớt ghi tên hiệu bằng sáu ngôn ngữ: tiếng Việt, Anh, Thái, Hoa Tây Ban Nha, và Pháp).
Năm 1986, Huy Fong Foods mua xưởng sản xuất rộng 6.300 mét vuông (68.000 foot vuông) ở Rosemead, California cùng khu đất gần San Diego, California để trồng ớt cung cấp vật liệu làm tương. Tương ớt của Huy Fong Foods làm bằng giống ớt jalapeño chín đỏ. Cả năm loại tương được sản xuất tại nhà máy này của hãng tại Rosemead.

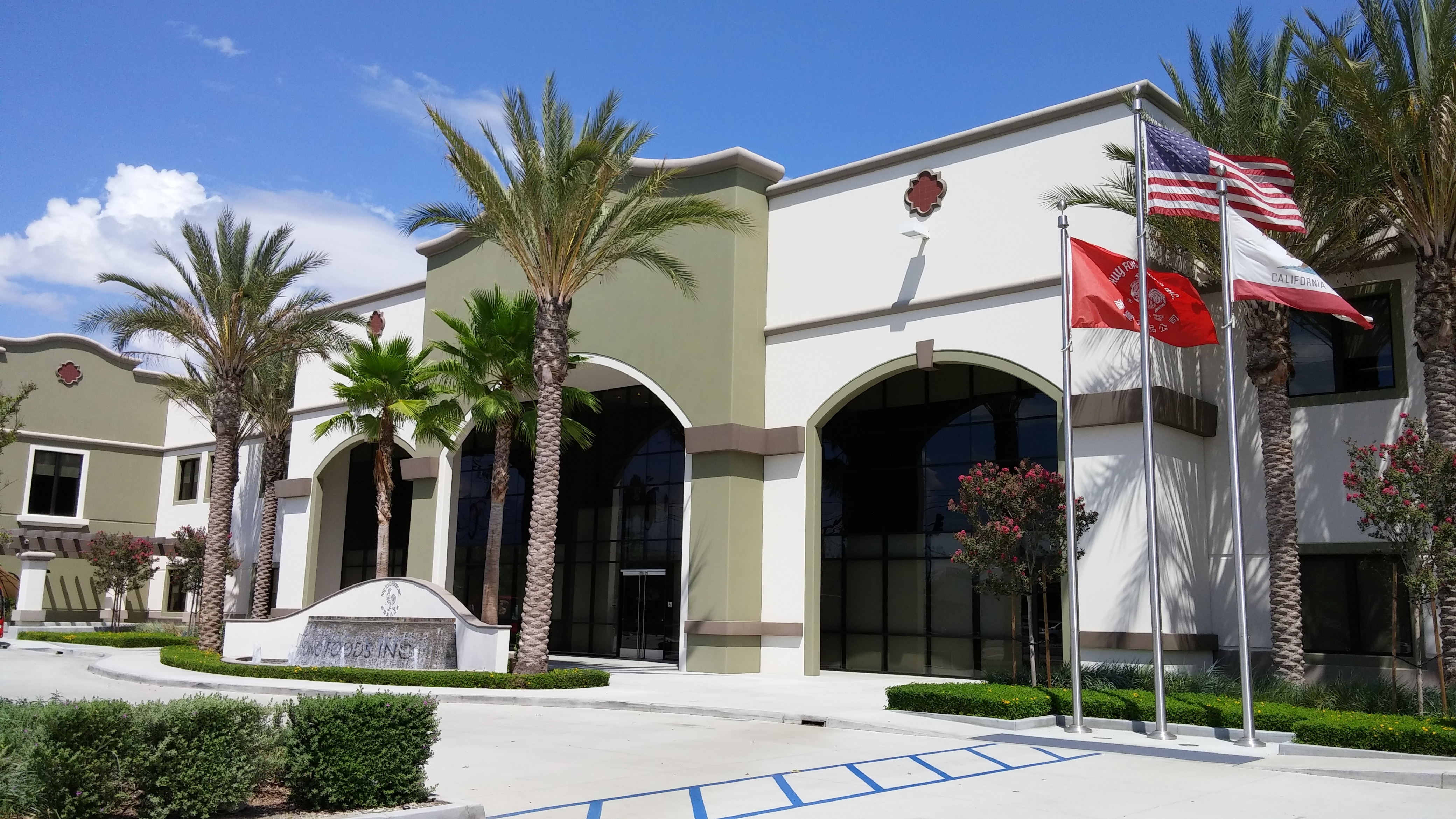
Hãng Huy Fong tại Irwindale, California

Năm 2010, hãng này xây thêm một xưởng mới tại Irwindale, California (thuộc Quận Los Angeles, California) với diện tích 93.078 mét vuông (23 mẫu Anh) gồm 2.415 m² (26.000 feet vuông) phòng ốc, 13.935 m² (150.000 feet vuông) xưởng máy cho công đoạn sản xuất và 44.593 m² (480.000 feet vuông) nhà kho. Năng suất của hãng vào năm 2010 lên đến khoảng 20 triệu chai nước tương trong một năm. Vào năm 2012, doanh thu của hãng vượt quá 60 triệu USD/năm. Hiện nay, William Trần là người điều hành.
Năm 2009, tạp chí chuyên đề ẩm thực Bon appetit của Mỹ đã chọn tương ớt Sriracha của Huy Fong là sản phẩm ẩm thực tốt nhất của năm 2010. Từ năm 2014, nhà máy sản xuất tại Irwindale mở cửa cho khách vào tham quan.